# Homeworld (The Ladder)
A Homeworld (The Ladder) a The Ladder című Yes-lemez címadó száma. Nyitószámként rögtön az album leghosszabb és legmonumentálisabb dala. Hosszú instrumentális felvezetéssel indul, a hangszerek egyesével lépnek be, ezzel egyre gazdagodik a hangzás. A dal tetőpontját követi egy énekes-zongorás levezető rész.
A szám egyben a Relic Entertainment Homeworld című stratégiai játékának is a záródala.

## Közreműködő zenészek
- Jon Anderson – ének
- Steve Howe – gitár, vokál
- Igor Khoroshev – billentyűs hangszerek
- Chris Squire – basszusgitár, vokál
- Alan White – dob
- Billy Sherwood – gitár, billentyűs hangszerek

## Egyéb kiadványokon
- House of Yes: Live from House of Blues
- Yes, Friends And Relatives Vol. 2
- The Masterworks
- Yes-Today
- The Ultimate Yes: 35th Anniversary Collection
- Topography
- The Solid Gold Collection
- In A Word: Yes (1969–)
- Essentially Yes

## Külső hivatkozások
- Dalszöveg
- Koncertfelvétel a YouTube-on